# Малый плавун
Малый плавун (лат. Berardius minimus) — малоизученный вид китов из семейства клюворыловых, открытый в 2019 году.

## Этимология
Видовое название отражает наименьший размер тела физически зрелых особей этого вида
по сравнению с другими видами плавунов.

## История изучения

Сравнение с человеком

Несмотря на то, что вид давно известен рыбакам, открыли его только в 2019 году. Результат генетического анализа тканей вместе с морфометрическими данными показали, что это — абсолютно новый вид.

## Описание
Вид меньше, чем его сосед по ареалу — Berardius bairdii, всего 6,2—6,9 м в длину. Рострум короткий. Имеет чёрный цвет кожи, с пятнышками, имеющими диаметр 5 см. Как и у других представителей рода плавунов, у него четыре зуба. Имеет 8 пар гаплотипов.

## Ареал
Обитает на севере Тихого океана, у побережья Японии, России и Аляски (США), в Японском и Охотском морях.